# Scott Mitchell Rosenberg
Scott Mitchell Rosenberg (* 1963) ist ein US-amerikanischer Comicverleger, Rechteverwerter und Filmproduzent.
Bereits in jungen Jahren betrieb Rosenberg einen Versandhandel, es folgte ein Studium an der University of Denver. 1986 gründete er den Verlag Malibu Comics, welcher einen beachtlichen Erfolg aufweisen konnte. 1994 wurde Malibu Comics an Marvel verkauft während Rosenberg zum Senior Executive Vice President bei Marvel ernannt wurde.
1995 begann seine Tätigkeit als Filmproduzent. 1997 verließ er Marvel und gründete zusammen mit Ervin Rustemagić die Rechteverwertung Platinum Studios in Los Angeles. Hier werden die Rechte von Cowboys & Aliens, welche auf seiner Idee beruht, Dylan Dog und Jeremiah lizenziert.

## Filmografie (Auswahl)
- 2002–2004: Jeremiah – Krieger des Donners (Jeremiah, Fernsehserie, 34 Folgen, Produzent)
- 2010: Dylan Dog (Produzent)
- 2011: Cowboys & Aliens (Idee, Drehbuch, Produzent)